# 17 дівчат (фільм)
«17 дівчат» — кінофільм режисера Дельфін Кулен та Мюріел Кулен, що вийшов на екрани в 2011 році.

## Зміст
Дія фільму відбувається в невеликому містечку, жителі якого сповідують традиційні цінності. Але тихе життя закінчується після того, як одна з місцевих школярок вагітніє, а решта дівчинки укладають договір між собою і вирішують піти по її стопах. Ці події наганяють дорослих в паніку і розпач.

## Ролі
| Актор            | Роль              |
| ---------------- | ----------------- |
| Луїз Грінбері    | -                 |
| Джульєтт Дарче   | -                 |
| Роксана Дюран    | -                 |
| Естер Гаррель    | -                 |
| Яра Піларц       | -                 |
| Солен Ріго       | -                 |
| Ноемі Львовскі   | шкільна медсестра |
| Флоранс Томассен | -                 |
| Карло Брандт     | -                 |
| Фрідерік Ноай    | -                 |

## Знімальна група
- Режисер — Дельфін Кулин, Мюріель Кулин
- Сценарист — Дельфін Кулин, Мюріель Кулин
- Продюсер — Деніс Фрейд, Андре Бувардія